# Lerm-et-Musset

Lerm-et-Musset este o comună în departamentul Gironde din sud-vestul Franței. În 2009 avea o populație de 468 de locuitori.

## Evoluția populației
| An        | 1975 | 1982 | 1990 | 1999 | 2006 | 2009 |
| --------- | ---- | ---- | ---- | ---- | ---- | ---- |
| Populație | 400  | 360  | 360  | 399  | 444  | 468  |